# Toshiyuki Nagashima
Toshiyuki Nagashima (永島敏行, Nagashima Toshiyuki) né le 21 octobre 1956 dans le quartier d'Imaichō (ja) de Chiba dans la préfecture du même nom est un acteur japonais.

## Biographie
Toshiyuki Nagashima est lauréat de la troisième édition des Hōchi Film Awards dans la catégorie « meilleur espoir » pour Un joueur de base-ball nommé Third, L'Incident et Kaerazaru hibi, et remporte le prix du meilleur acteur lors de la sixième édition des Hōchi Film Awards pour Orage lointain

## Filmographie

### Cinéma
- 1977 : Dokaben (ドカベン?) de Norifumi Suzuki : Nagashima
- 1978 : Un joueur de base-ball nommé Third (サード, Sādo?) de Yōichi Higashi : Sado (Third)
- 1978 : L'Incident (事件, Jiken?) de Yoshitarō Nomura : Hiroshi Ueda
- 1978 : Kaerazaru hibi (帰らざる日々?) de Toshiya Fujita : Tatsuo Nozaki
- 1978 : Le Mois d'août sans empereur (皇帝のいない八月, Kōtei no inai hachigatsu?) de Satsuo Yamamoto : Yajima
- 1979 : Eireitachi no oenka: saigo no sôkeisen : Shingo Akiyama
- 1979 : Jûhassai, umi e : Atsuo Kuwata
- 1979 : Nichiren (日蓮?) de Noboru Nakamura : Nichiko
- 1980 : Dōran (動乱?) de Shirō Moritani : Hideo Mizoguchi
- 1980 : 203 kōchi (二百三高地?) de Toshio Masuda : Yasunori Nogi
- 1980 : Cataclysme force 7.9 (地震列島, Jishin rettō?) de Kenjirō Ōmori (ja)
- 1980 : Saraba, wagatomo: Jitsuroku ō-mono shikei-shū-tachi (さらば、わが友 実録大物死刑囚たち?) de Sadao Nakajima
- 1980 : Virus (復活の日, Fukkatsu no hi?) de Kinji Fukasaku : Akimasa Matsuo
- 1981 : Rengo kantai (連合艦隊?) de Shūe Matsubayashi
- 1981 : Le Bonheur (幸福, Kōfuku?) de Kon Ichikawa
- 1981 : Eki, la gare (駅, Eki?) de Yasuo Furuhata : Michio Mikami
- 1981 : Orage lointain (遠雷, Enrai?) de Kichitarō Negishi : Mitsuo Wada
- 1983 : Theater of Life
- 1983 : Yusha ha katarazu : Ken Yamaoka (1983)
- 1984 : Die Frau mit dem roten Hut : Ja
- 1984 : The Horizon : Yoshio
- 1984 : Yudono-sanroku noroi mura : Rentaro Taki
- 1985 : Mishima - une vie en quatre chapitres : Isao (segment "Runaway Horses")
- 1986 : Tokei - Adieu l'hiver
- 1986 : Tokyo Blues : Driver
- 1987 : Ai wa kurosuoba : Jun Kajiyama
- 1987 : Jirô monogatari
- 1987 : Kuroi doresu no onna : Tamura
- 1987 : Seishun kakeochi-hen
- 1988 : Kamu onna : Yuichi Koga
- 1988 : Nihon junjo-den okashina futari : Kazumi Narita
- 1988 : Les Désincarnés (異人たちとの夏, Ijin-tachi to no natsu?) de Nobuhiko Ōbayashi : Ichiro Mamiya
- 1989 : Abunai hanashi mugen monogatari
- 1989 : Godzilla vs Biollante : Director Seiichi Yamamoto
- 1990 : Donmai : Eisuke Tashiro
- 1990 : Kanojo ga kekkon shinai riyû : Takashi Eguchi
- 1991 : Manatsu no chikyu : Hitomi Maruyama
- 1991 : Mandara: Wakaki hi no Kôbô Daishi
- 1993 : Yume no onna (夢の女?) de Bandō Tamasaburō V : Odabe
- 1994 : Nastazja : Parfyon Rogozhin
- 1994 : Yoru ga mata kuru : Mitsuru Tsuchiya
- 1995 : Himeyuri no Tô : Masahumi Nakasone
- 1995 : Le Testament du soir : Police
- 1995 : Mitabi no kaikyô
- 1995 : Gonin (en) : Yasumasa Ogoshi
- 1996 : Gamera, l'attaque de la légion : Colonel Watarase
- 1996 : Gonin 2 : Aihara
- 1996 : Otokotachi no kaita e : Shimoda
- 1997 : Ki no ue no sogyo : Yasuo Kageyama
- 1997 : Moon Over Tao: Makaraga : Suikyou
- 1998 : Mind Game
- 1999 : Ojuken : Thomas Kurita
- 1999 : Shin karajishi kabushiki kaisha
- 2000 : Godzilla vs. Megaguirus : Takuji Miyagawa
- 2000 : Kurosufaia : Yoshihiro Hasegawa
- 2000 : Nagasaki burabura bushi : Daigoro Shiranui
- 2000 : Sweet Sweet Ghost : Sakamine's Father
- 2002 : Godzilla Against MechaGodzilla : Miyagawa
- 2004 : Toukou no ki : Go Imai
- 2005 : Shibuya monogatari
- 2006 : Deguchi no nai umi : Baba
- 2006 : Mizu ni sumu hana
- 2007 : Bizan : Shuhei Shimada
- 2007 : Hito ga hito o ai suru koto no dôshiyô mo nasa : Yosuke Tsuchiya
- 2007 : Hokushin naname ni sasu tokoro
- 2009 : Watashi dasu wa
- 2010 : Riaru onigokko 2
- 2010 : Tenohira no shiawase
- 2011 : Hanako no nikki : Goro
- 2011 : Hesomori : Satoshi
- 2011 : Men's Egg Drummers
- 2012 : Tanemaku tabibito: Minori no cha
- 2013 : Kaiki Daisakusen: Mystery File
- 2015 : Ai wo katareba hentai desuka
- 2015 : Tanemaku tabibito: Kuni umi no sato
- 2016 : Shizumanu taiyō
- 2016 : Tanemaku tabibito: Yume no tsugiki
- 2017 : Akira to Akira
- 2017 : Jinjin: Sononi
- 2017 : Shikaku Tantei Higurashi Tabito

### Télévision

#### Séries télévisées
- 1978 : Hito wa sore wo scandal to iu : Ryuichi
- 1981 : Nihyakusan kouchi
- 1989 : Hana no furu gogo
- 1995 : Shinjuku zame: Mugen ningyo
- 1997 : Môri Motonari : Motoyasu Akagawa
- 2001 : Strawberry on the Shortcake : Irie Kengo
- 2009 : Keiji ichidai: Hiratsuka Hachibei no Shôwa jiken shi : Yûichirô Kitamura
- 2011 : Shimei to tamashii no limit
- 2011 : Tsukahara bokuden
- 2016 : Kasôken no onna
- 2017 : Aibô : Matsue Yomoda

#### Téléfilms
- 1981 : Kazunomiya sama otome
- 1985 : Bakumatsu seishun graffiti: Fukuzawa Yukichi : Senkichi Otomo
- 2000 : Akai reikyûsha 13: Mofuku no hanayome
- 2001 : Junjô shôtengai: Yûrei satsujin jiken : Saburo Kitamura
- 2001 : Mokugeki: Aru ai no hajimari
- 2001 : Platonic Sex
- 2002 : Shinri bunseki sôsakan Sakiyama Tomoko
- 2002 : Sôshitsu: Aru satsui no yukue
- 2003 : Keiji Chikamatsu Shigemichi: Koto Kanagawa Noto satsujin jôwa
- 2005 : Itsuka au machi
- 2009 : Ningen dôbutsuen
- 2009 : Toushoudaiji 1200-nen no nazo: Tenpyou o kakenuketa otoko to onna tachi : Fujiwara no Nakamaro
- 2011 : Tasogare ryuuseigun: C-46 seiun
- 2011 : Yamekei tantei Kagami Touko : Shirou Asakura
- 2012 : Kuro no kassôro - kinjirareta ichizoku
- 2014 : Reakêsu: Seikatsu hogoka no satsujin jikenbo

## Distinctions
Sauf indication contraire, les informations mentionnées dans cette section peuvent être confirmées par la base de données cinématographiques IMDb,  présente dans la section « Liens externes ».

### Récompenses
- 1978 : Hōchi Film Award du meilleur nouvel acteur pour Un joueur de base-ball nommé Third, L'Incident et Kaerazaru hibi[2]
- 1979 : Blue Ribbon Award du meilleur acteur pour Un joueur de base-ball nommé Third[4]
- 1981 : Hōchi Film Award du meilleur acteur pour Orage lointain[3]
- 1982 : Blue Ribbon Award du meilleur acteur pour Orage lointain[5]
- 1982 : prix Kinema Junpō du meilleur acteur pour Orage lointain et Le Bonheur[6]
- 1982 : prix du meilleur acteur pour Orage lointain au Festival du film de Yokohama

### Nominations
- 1979 : prix du meilleur acteur pour L'Incident, Un joueur de base-ball nommé Third et Kaerazaru hibi aux Japan Academy Prize[7]
- 1982 : prix du meilleur acteur pour Orage lointain aux Japan Academy Prize[8]